# Jorge Núñez
Jorge Martín Núñez (* 22. Januar 1978 in Asunción) ist ein ehemaliger paraguayischer Fußballspieler. Er nahm mit der paraguayischen Nationalmannschaft an der Fußball-Weltmeisterschaft 2006 in Deutschland teil.

## Karriere
Núñez begann seine Karriere in seiner Heimat bei Cerro Porteño und Club Guaraní. 2003 wechselte er nach Argentinien. Seine erste Station dort war Club Atlético Banfield, die er nach nur einem Jahr wieder verließ, um zu Arsenal de Sarandí zu gehen. 2005 wechselte er dann zu Racing Club Avellaneda, im selben Jahr erneut zu Estudiantes de La Plata. Dort spielte der Abwehrspieler, der vor allem auf der linken Seite zum Einsatz kam, eine Spielzeit lang. Anfang 2007 kehrte er zu Cerro Porteño nach Paraguay zurück. Anschließend wechselte er erneut nach Argentinien, ehe er von 2010 bis zu seinem Karriereende 2013 wieder in seinem Heimatland spielte.
Núñez spielte außerdem seit dem 2. April 2003 für Paraguay, als er gegen Honduras debütierte. In insgesamt 23 Spielen bis 2011 gelang ihm ein Länderspieltreffer. 2006 gehörte er zum Aufgebot bei der Weltmeisterschaft und kam dabei in allen drei Spielen zum Einsatz.